# 神林岩船港インターチェンジ

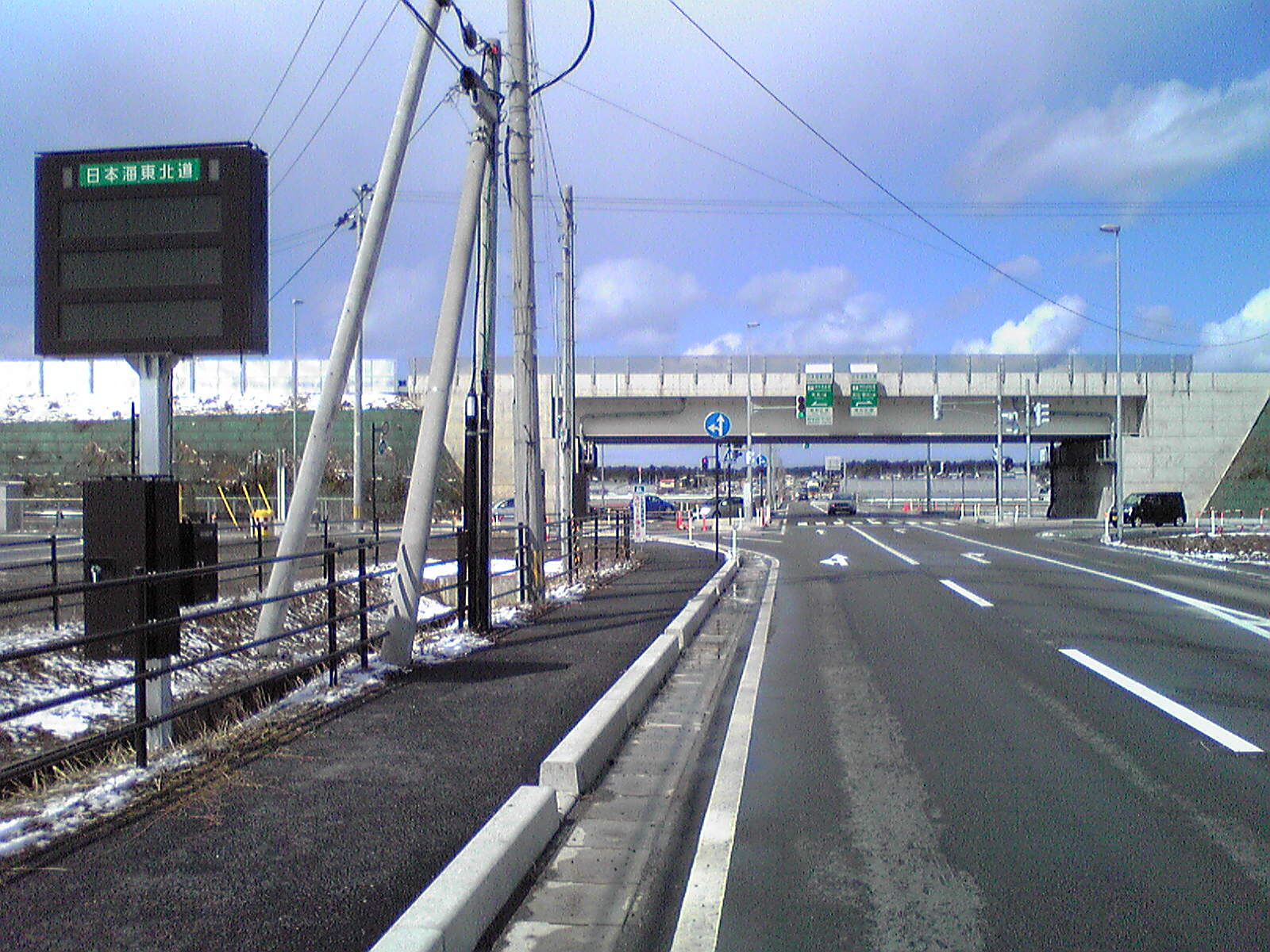
村上市道東側から撮影

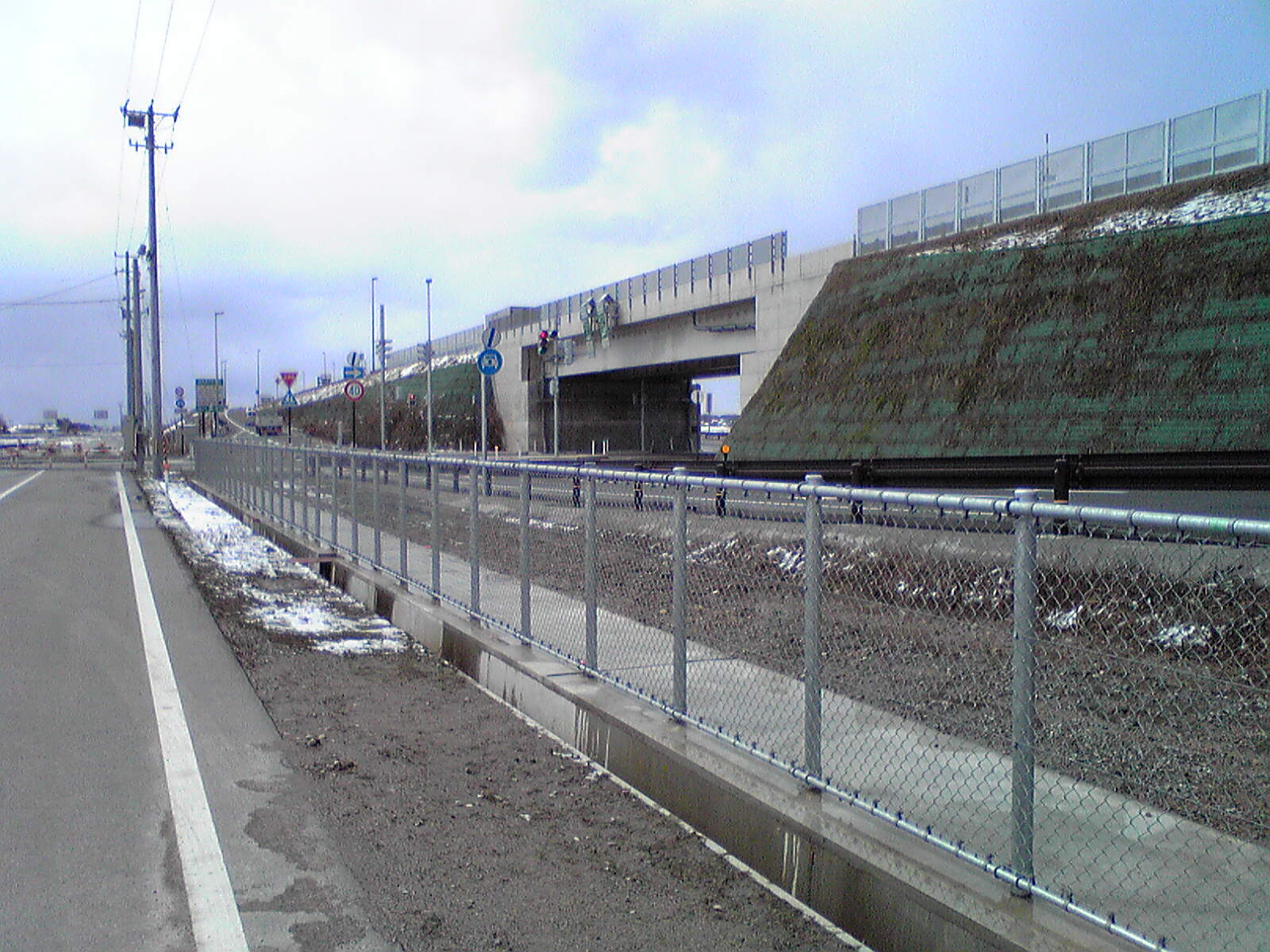
村上側から全景

神林岩船港インターチェンジ（かみはやしいわふねこうインターチェンジ）は、新潟県村上市にある日本海東北自動車道のインターチェンジ（地域活性化インターチェンジ）である。新直轄区間であるため、料金所は設置されていない。

## 道路
- E7 日本海東北自動車道（7番）

直接接続
- 村上市道

間接接続
- 国道7号
- 国道345号

## 歴史
- 2010年（平成22年）
  - 2月15日 : IC名称が「神林IC（仮称）」から「神林岩船港IC」に正式決定[1]。
  - 3月28日 : 荒川胎内IC - 神林岩船港IC間供用開始[1]。
  - 4月1日 : 荒川胎内IC - 神林岩船港IC間の管理体制が新潟国道事務所から羽越河川国道事務所に変更される[2]。
- 2011年（平成23年）3月27日 : 神林岩船港IC - 朝日まほろばIC間供用開始[3]。

## 周辺
- パルパーク神林（多目的体育館・球場・スライダープール）
- お幕場 大池公園
- 道の駅神林
- 岩船町駅(JR羽越本線)
- 岩船港
  - 粟島汽船のりば

## 隣
E7 日本海東北自動車道
(6) 荒川胎内IC - 荒川PA - (7) 神林岩船港IC - (8) 村上瀬波温泉IC